# Rudolf-von-Alt-Platz
Der Rudolf-von-Alt-Platz befindet sich im 3. Wiener Gemeindebezirk Landstraße. Er wurde 1905 anstelle eines Fabriksgeländes angelegt und nach dem Maler und Aquarellisten Rudolf von Alt benannt.
Er wurde in den Jahren zwischen 1906 und 1911 in einem einheitlichen Stil erbaut und bildet damit ein späthistoristisches Gebäudeensemble. Orientiert ist er nach der etwa gleichzeitig entstandenen Paracelsusgasse, über die er eine Sichtachse Richtung Donaukanal hat. Über die Paracelsusgasse gibt es auch einen nahtlosen Übergang zum etwas später (nach 1910) entstandenen späthistoristischen Ensemble in der Unteren Weißgerberstraße und an der Weißgerberlände. Zusätzlich befindet sich an der gegenüberliegenden Seite das Palais des Beaux Arts, das einen deutlichen Akzent setzt. Gegen die Löwengasse bildet er eine ehrenhofartige Ausbuchtung, eine Wirkung die durch das Vorspringen der Häuser Nr. 3 und 5 noch gesteigert wird.
Die Architektur entspricht der letzten Phase des Späthistorismus und ist schon mit secessionistischen Dekorelementen versehen, bzw. auch schon von der Heimatschutzarchitektur inspiriert. Die Schaufronten sind durch Erkerbauten, Giebel und reiche Dachpartien gekennzeichnet. Insgesamt tritt aber die Fassadengestaltung gegenüber der Baukörpergestaltung und der räumlichen Konzeption des Platzes zurück, der trotz unterschiedlicher Fassaden streng symmetrisch konzipiert ist. Für die Autoren der Kunsttopographie handelt sich um ein wichtiges Beispiel für die städtebaulichen Konzepte des Späthistorismus, der in einiger Hinsicht die Gemeindebauanlagen der Zwischenkriegszeit vorwegnimmt.
Der gesamte Platz ist ein Teil der von der Stadt Wien definierten baulichen Schutzzone Untere Weißgerber.

## Die einzelnen Häuser
| Lage | Adresse                                | Beschreibung | Bild |
| ---- | -------------------------------------- | --- | ---- |
|      | Rudolf-von-Alt-Platz 1 (Löwengasse 36) | Das Haus wurde 1908 von Leopold Fuchs errichtet. Die beiden Eckhäuser zur Löwengasse sind durch Dachtürmchen und Löwenfiguren charakterisiert.                                                                   |      |
|      | Rudolf-von-Alt-Platz 2                 | Das Haus wurde 1909 von Hans Schimitzek errichtet, Baumeister war der Kompagnon seines Vaters, Franz Anderle. Ein auffälliges Element ist das sich nach oben verjüngende Portal.                                 |      |
|      | Rudolf-von-Alt-Platz 3                 | Das Haus wurde 1909 von Adolf Oberländer errichtet. Der runde Vorsprung in den Platz ist turmartig überhöht. |      |
|      | Rudolf-von-Alt-Platz 4                 | Das Haus wurde 1910 von den Gebrüdern Anton und Josef Drexler errichtet. Das Gebäude wird von Achleitner für seine pragmatische Grundrisslösung gelobt.                                                          |      |
|      | Rudolf-von-Alt-Platz 5                 | Das Haus wurde 1910 von den Gebrüdern Drexler errichtet. In seinem Platzeinsprung mit turmartiger Erhöhung entspricht es Nr. 3. Eine Gedenktafel erinnert an Josef Weinheber, der von 1927 bis 1945 hier wohnte. |      |
|      | Rudolf-von-Alt-Platz 6                 | Das Haus wurde 1909 von Moritz Feldhendler errichtet. |      |
|      | Rudolf-von-Alt-Platz 7 (Löwengasse 34) | Das Haus stammt aus dem Jahr 1906 von den Gebrüdern Drexler. Mit seinem Ecktürmchen und der Löwenfigur entspricht es Nr. 1.                                                                                      |      |